# Кравчук Володимир Володимирович
Володи́мир Володи́мирович Кравчу́к (нар. 9 серпня 1998, Тернопіль, Україна) — український футболіст, воротар.

## Клубна кар'єра
Перший тренер — Едуард Яблонський.
Виступав за ДЮСШ (Тернопіль), «БРВ-ВІК» (Володимир-Волинський), УФК «Карпати» (Львів). На професіональному рівні виступав у 2015—2016 роках за ФК «Тернопіль».